# Diecezja Sarh
Diecezja  Sarh – diecezja rzymskokatolicka w Czadzie. Powstała w 1961 jako diecezja Fort-Archambault. Pod obecną nazwą od 1972.

## Biskupi diecezjalni
- Biskupi Fort-Archambault  
  - Bp Henri Véniat, SJ (1961–1972)
- Biskupi diecezjalni
  - Bp Henri Véniat, SJ (1972–1987)
  - Abp Matthias N'Gartéri Mayadi (1987–1990)
  - Bp Edmond Jitangar (1991–2016)
  - Bp Miguel Angel Sebastián Martínez (od 2018)